# Tripol
Tripol is een historisch merk van motorfietsen.
Tripol-Fahrradfabrik GmbH, Rokycany (1925-1926).
Tsjechische fietsenfabriek die ook motorfietsen met 246 cc Villiers-motor bouwde. 